# Stolonica bigyna
Stolonica bigyna är en sjöpungsart som beskrevs av Monniot 200. Stolonica bigyna ingår i släktet Stolonica och familjen Styelidae. Inga underarter finns listade i Catalogue of Life.